# Multipel skleros
Multipel skleros, förkortat MS, är en neurologisk sjukdom som drabbar centrala nervsystemet, det vill säga hjärna och ryggmärg. Multipel skleros (MS) är den vanligaste icke-traumatiska sjukdom som orsakar funktionsnedsättning hos unga vuxna. Ofta kommer sjukdomen i skov med symptom som går tillbaka inom några veckor, men i de flesta fall utvecklas också en bestående funktionsnedsättning över tid. Det finns inget botemedel mot sjukdomen, men det finns olika läkemedel som kan bidra till att minska sjukdomsskoven.

## Benämning
Termen skleros betyder förhårdnad och beskriver de plack som bildas i hjärna och ryggmärg. Termen multipel syftar på att sjukdomen karaktäriseras av  flera (multipla) plack i det centrala nervsystemet. Således betyder multipel skleros ordagrant "många plack".

## Förekomst
Multipel skleros drabbar oftast personer mellan 20 och 40 år. Tre gånger fler kvinnor än män drabbas. Genomsnittsåldern för insjuknande är 29 år för kvinnor och 31 år för män. Det är sällsynt att personer under 15 år eller över 60 år drabbas, men MS kan uppkomma i alla åldrar. Ju längre ifrån ekvatorn ett land ligger, desto vanligare är förekomsten av MS. Prevalensen av MS är högst i Nordeuropa, Nordamerika, södra Australien och södra Nya Zeeland. MS är ovanligt i norra Afrika, Mellanöstern och östra delar av Asien. De geografiska skillnaderna har troligen både genetiska och miljömässiga orsaker. Det finns en ökande incidens och prevalens av MS i både utvecklade och utvecklingsländer, vars underliggande orsak fortfarande är osäker.I Sverige finns ca 17 500 personer med MS och varje år insjuknar ca 1 000 nya personer.

## Orsaker
Multipel skleros kännetecknas av att det bildas sjukdomshärdar, så kallade plack, i olika delar av centrala nervsystemet. I dessa sjukdomshärdar finner man vid mikroskopisk undersökning skador på nervcellernas myelin och skador på blod-hjärnbarriären. Den ökade förekomsten av vita blodkroppar i sjukdomshärdarna visar på ett inslag av inflammation. Antalet oligodendrocyter minskar lokalt. Efter många år (10–15 år) går ofta den primärt T-cellsdrivna sjukdomen över till en mer degenerativ fas, där inflammation inte är ett lika tydligt inslag.
Det mesta talar för att MS är en autoimmun sjukdom, där skadan sker genom att immunsystemet, speciellt T-celler, angriper kroppens egen vävnad. Vad som i sin tur orsakar detta är inte känt, men man vet att både vissa gener och miljöfaktorer kan öka risken för att få MS. Även epigenetik har föreslagits som en del i patogenesen då den överbryggar sambandet mellan miljö och gener. EBV, solljus (UVB), rökning och vitamin D, tillsammans med en individs genetiska bakgrund, spelar en viktig roll i utvecklingen av MS. En annan teori förknippar risk för utveckling av MS med förekomsten av Epstein-Barr-virus, som förekommer hos mer än 90 procent av hela världens befolkning.

## Symptom

Sjukdomsförlopp vid olika typer av obehandlad MS.

I det tidiga förloppet av multipel skleros fortskrider sjukdomen ofta i skov, det vill säga sjukdomsutbrott följda av en period helt eller delvis utan symtom. Multipel skleros-skov utvecklas vanligtvis subakut över timmar till dagar, når en platå som varar flera veckor och sedan återhämtar sig patienter gradvis. Återhämtning från skov verkar ofta vara fullständig i tidig MS; dock lämnar de flesta relapser efter sig viss skada. De symtomfria perioderna kan vara i veckor till månader och ibland flera år. Senare i förloppet präglas sjukdomen ofta av långsam försämring utan symtomfria perioder; sjukdomen kallas då sekundärt progressiv. MS kan ge symtom från hela hjärnan, synnerven och ryggmärgen; vanliga symtom är förlust av syn och känselbortfall, balanssvårigheter, pareser (svaghet), urinträngningar och onormal trötthet. Symtomen beror på var i nervsystemet som den aktuella MS-lesionen sitter.
Det finns även en primärt progressiv form av MS, som inte uppträder i skov initialt. Det rör sig då i stället om en gradvis försämring under flera års tid. Ungefär 10–15 procent av alla nya MS-fall är primärt progressiva, medan 85 procent förlöper i skov. Skovvist förlöpande MS går oftast över i sekundärt progressiv MS; av de skovvisa fallen övergår 50 procent till sekundärt progressiv MS inom 10 år, 80 procent inom 20 år och 90 procent inom 25 år.

## Diagnos
Diagnosen MS ställs oftast av en specialist på nervsjukdomar, en neurolog. Diagnosen baseras på patientens beskrivning av sina symtom och det läkaren finner i sin undersökning av patienten. Undersökning med magnetkamera kan påvisa förändringar i hjärnan eller ryggmärgen som är typiska för MS. Den kan också bidra till att utesluta andra sjukdomar i nervsystemet och ge information av betydelse för prognosen. Vid MS finns områden med skleros i hjärnan och ryggmärgen som är typiska för sjukdomen. Sklerosen vid MS kallas plack.
En lumbalpunktion kan visa tecken på inflammation i nervsystemet. Grunden i diagnostiken är att genom patientens beskrivning och den kliniska undersökningen påvisa att två skov som drabbat skilda delar av nervsystemet förelegat vid två olika tidpunkter. Under vissa förhållanden kan diagnosen ställas redan vid ett första skov, förutsatt att man genom MR-undersökning kan påvisa att sjukdomen har spridning i både tid och rum. Vid primärt progressiv MS, som kännetecknas av en gradvis sjukdomsutveckling utan distinkta skov, är lumbalpunktionen av särskild betydelse för att utesluta andra tänkbara orsaker till sjukdomen.

## Behandling
Det finns i dag ingen botande behandling mot multipel skleros, men behandlingsmöjligheterna för att fördröja sjukdomsutvecklingen har ökat i snabb takt på senare år. Sjukdomen kan påverkas av bromsmediciner med dämpande inverkan på immunsystemet. Bromsmedicinerna minskar antalet skov och skovens längd vid skovvist förlöpande MS. 
Det finns interferoner/glatirameracetat (ges i sprutor) och medicin i tablettform samt intravenös behandling med bromsmedicin en gång per månad (natalizumab) eller som två kurer med ett års mellanrum (alemtuzumab). I Sverige behandlas även många MS-patienter med rituximab, som ges intravenöst var 6:e till 12:e månad.
I gränslandet mellan vedertagen och experimentell behandling vid aggressiv MS finns även stamcellstransplantation som ett alternativ.
Behandlingsmålet vid skovvis MS är att patienten ska vara skovfri.
Höga doser av kortison kan förkorta MS-skov. Eftersom det finns risk för biverkningar av behandlingen och MS-skov som regel är självläkande brukar man begränsa behandling med kortison i höga doser till MS-skov som leder till påtagligt handikapp. Därtill finns det olika möjligheter att lindra symtom vid MS, till exempel smärtor och svår trötthet.
Även om sjukdomen är kronisk och allvarlig är prognosen i regel bättre än vad många förväntar sig. Efter 15 års sjukdom har 30 procent av patienterna i stort sett normal arbetsförmåga och 40 procent har normal eller nästan normal gångförmåga. 
Cannabinoider har i små kliniska studier och försök på möss visat sig ge lindring av de spasmer och skälvningar som sjukdomen ofta ger upphov till. I januari 2012 godkände Svenska läkemedelsverket Sativex som innehåller cannabinoiderna THC och CBD.